# تاكاشي أويمورا
تاكاشي أويمورا (باليابانية: 上村 崇士) (2 ديسمبر 1973 في أوساكا في اليابان – )؛ هو لاعب كرة قدم ياباني سابق كان يلعب كمهاجم.

## وصلات خارجية
- تاكاشي أويمورا على موقع رابطة كرة القدم اليابانية للمحترفين (اليابانية)
- تاكاشي أويمورا على موقع عالم كرة القدم.نت (الإنجليزية)